# پروژه آگاهی
پروژه آگاهی (به انگلیسی: Project AWARE) برنامه‌ای جهانی جهت حفظ و حمایت از منابع آبزی است که توسط انجمن مربیان حرفه‌ای غواصی PADI برپا گردیده‌است.

## مأموریت
از آنجائیکه غواصان در ارتباط تنگاتنگ با محیط زیست دریائی و آبزیان می‌باشند و حفاظت از آن محیط وظیفه یکایک افرادیست که از آن لذت برده و استفاده می‌نمایند، بنابراین انجمن مربیان حرفه‌ای غواصی بر آن شد تا مجموعه‌ای را تأسیس و به امر حفاظت از منابع دریائی توسط غواصان اختصاص داده تا بتواند زیبایی‌های زیرآبی را حفظ و به نسل‌های آینده هدیه دهد.

## تاریخچه
پروژه حفاظت از آبزیان این انجمن در سال ۱۹۸۹ تأسیس و تاکنون نقش بسیار مهمی را در کند نمودن روند تخریب و در بسیاری موارد، احیائ منابع دریائی داشته‌است.

## فعالیتها
این پروژه نظارت بر کلیه فعالیتهای غواصی، زیرآبی و فعالیتهای اعضایانجمن مربیان حرفه‌ای غواصی را بر عهده داشته تا حتی الامکان آنها را تشویق نموده تا در راستای اهداف این پروژه که حفاظت از آبزیان می‌باشد قرار گرفته و گام بردارند.